# Coppa Italia 2004-2005 (rugby a 15)
La Coppa Italia 2004-05 fu la 17ª edizione della Coppa Italia di rugby a 15. Per esigenze di sponsorizzazione fu nota come Škodasuperb Cup 2004-05 grazie all'accordo commerciale siglato nel 2002 tra Lega Italiana Rugby d'Eccellenza, organizzatrice del torneo, e il marchio automobilistico Škoda.
Si tenne tra il 7 novembre 2004 e il 1º maggio 2005 e vide protagoniste le dieci squadre del massimo campionato nazionale, il Super 10.
La finale, inizialmente programmata per il 5 febbraio, fu rinviata due volte prima di essere disputata il 1º giugno; ad ospitare la gara fu destinato per la quarta volta consecutiva lo stadio Armando Picchi di Jesolo.
Ad aggiudicarsi la coppa fu il Benetton, alla sua terza affermazione nella competizione dopo quelle del 1969-70 e 1997-98, che superò Viadana per 28 a 24.

## Formula
Le dieci squadre furono ripartite in due gironi da cinque ciascuno in base al piazzamento in classifica di ciascuna di esse al termine della stagione regolare del campionato precedente.
Durante la fase a gironi vennero disputati incontri di sola andata; al termine della prima fase, le prime due classificate di ogni girone furono ammesse alle semifinali play-off in gara unica.

## Squadre partecipanti
| Girone A           | Girone B          |
| ------------------ | ----------------- |
| Benetton (Treviso) | Amatori Catania   |
| L’Aquila           | Calvisano         |
| Leonessa (Brescia) | GRAN Parma        |
| Parma              | Petrarca (Padova) |
| Rovigo             | Viadana           |

## Fase a gironi

### Girone A
| Data             | Incontro            | Risultato |
| ---------------- | ------------------- | --------- |
| 7 novembre 2004  | Benetton — Parma    | 18-17     |
| 7 novembre 2004  | L'Aquila — Rovigo   | 63-6      |
| 28 novembre 2004 | Parma — Leonessa    | 27-20     |
| 28 novembre 2004 | Benetton — L'Aquila | 36-23     |
| 6 febbraio 2005  | Leonessa — Benetton | 19-40     |
| 6 febbraio 2005  | Parma — Rovigo      | 57-24     |
| 13 febbraio 2005 | Leonessa — L'Aquila | 24-39     |
| 13 febbraio 2005 | Rovigo — Benetton   | 16-20     |
| 19 febbraio 2005 | Rovigo — Leonessa   | 27-36     |
| 19 febbraio 2005 | L'Aquila — Parma    | 25-13     |

#### Classifica
|  |    | Squadra  | G | V | N | P | PF  | PS  | P±   | B | Pt |
|  | -- | -------- | - | - | - | - | --- | --- | ---- | - | -- |
|  | 1. | Benetton | 4 | 4 | 0 | 0 | 144 | 75  | 69   | 2 | 18 |
|  | 2. | L’Aquila | 4 | 3 | 0 | 1 | 150 | 79  | 71   | 3 | 15 |
|  | 3. | Parma    | 4 | 2 | 0 | 2 | 114 | 87  | 27   | 3 | 11 |
|  | 4. | Leonessa | 4 | 1 | 0 | 3 | 99  | 133 | −34  | 2 | 6  |
|  | 5. | Rovigo   | 4 | 0 | 0 | 4 | 73  | 176 | −103 | 2 | 2  |

### Girone B
| Data             | Incontro                     | Risultato |
| ---------------- | ---------------------------- | --------- |
| 7 novembre 2004  | Amatori Catania — Calvisano  | 32-42     |
| 7 novembre 2004  | Viadana — GRAN Parma         | 58-12     |
| 28 novembre 2004 | Petrarca — Amatori Catania   | n.d.      |
| 28 novembre 2004 | GRAN Parma — Calvisano       | 29-23     |
| 6 febbraio 2005  | Calvisano — Viadana          | 24-25     |
| 6 febbraio 2005  | Petrarca — GRAN Parma        | 20-36     |
| 11 febbraio 2005 | GRAN Parma — Amatori Catania | 30-24     |
| 11 febbraio 2005 | Viadana — Petrarca           | 61-36     |
| 19 febbraio 2005 | Amatori Catania — Viadana    | 7-39      |
| 19 febbraio 2005 | Calvisano — Petrarca         | 49-33     |

#### Classifica
|  |    | Squadra         | G | V | N | P | PF  | PS  | P±  | B | Pt |
|  | -- | --------------- | - | - | - | - | --- | --- | --- | - | -- |
|  | 1. | Viadana         | 4 | 4 | 0 | 0 | 183 | 79  | 104 | 4 | 20 |
|  | 2. | GRAN Parma      | 4 | 3 | 0 | 1 | 107 | 128 | −21 | 3 | 15 |
|  | 3. | Calvisano       | 4 | 2 | 0 | 2 | 142 | 119 | 23  | 4 | 12 |
|  | 4. | Amatori Catania | 3 | 0 | 0 | 3 | 63  | 112 | −49 | 2 | 2  |
|  | 5. | Petrarca        | 3 | 0 | 0 | 3 | 89  | 146 | −57 | 2 | 2  |

## Play-off
|  | Semifinali | Semifinali | Semifinali |         |          | Finale   | Finale | Finale |  |
|  |            |            |            |         |          |          |        |        |  |
|  | 1A         | Benetton   | 23         |         |          |          |        |        |  |
|  | 1A         | Benetton   | 23         |         |          |          |        |        |  |
|  | 2B         | GRAN Parma | 19         |         |          |          |        |        |  |
|  | 2B         | GRAN Parma | 19         |         | Benetton | Benetton | 28     |        |  |
|  |            |            |            |         | Benetton | Benetton | 28     |        |  |
|  |            |            | Viadana    | Viadana | 24       |          |        |        |  |
|  | 1B         | Viadana    | Viadana    | Viadana | 24       | 29       |        |        |  |
|  | 1B         | Viadana    |            |         |          |          |        |        |  |
|  | 2A         | L’Aquila   | 13         |         |          |          |        |        |  |

### Semifinali
| Arbitro: | Stefano Marrama (Padova) |

|                                   |      |                       |
| Picone 20’ Legg 57’ M. Dallan 62’ | mt   | 19’ Gatti 74’ Mannato |
| Goosen 20’                        | tr   |                       |
| Goosen 6’, 35’                    | c.p. | 36’, 47’, 68’ Frati   |

| Arbitro: | Stefano Pennè (Milano) |

|                                   |      |                |
| Sole 36’ Bezzi 57’ Bortolussi 73’ | mt   | 80+4’ Rotilio  |
| Lilley 73’                        | tr   | 80+4’ Peens    |
| Pace 3’, 12’, 17’, 50’            | c.p. | 15’, 45’ Peens |

### Finale
| Arbitro: | Carlo Damasco (Napoli) |

| |              | |
| Tejeda 20’ Mazino 52’ Goosen 61’ | mt           | 34’ Travagli 75’ Bezzi |
| Goosen 20’, 61’ | tr           | 75’ Lilley |
| Goosen 25’, 38’ | c.p.         | 8’, 16’, 54’, 67’ Lilley |
| Goosen 80+2’ | drop         | |
| · Legg · D. Dallan · Canale · 36’ Cendron · 41’ Candiago · Goosen · Picone · 76’ Mauro · Tejeda · 60’ Mazino · Roldán · Gritti · 41’ Pelizzari · Palmer · Wium | Formazioni   | · Bortolussi · Pace · Ceppolino · Crane · Beim · Lilley · Travagli · Redolfini 27’ · Santamaria 27’, 48’ 40+3’ · Nieto · Hayter 53’ · Humphries · Talotti 40+3’-48’ 54’ · Benatti · Sole |
| · 76’ Costanzo · 60’ Sbaraglini · 41’ E. Pavanello · 41’ 46’-56’ Williams · 36’ M. Dallan                                                                      | Sostituzioni | · Brancalion 27’ 38’-48’ · De Bellis 27’ · Bezzi 53’ · Stead 54’ |
| Craig Green | Allenatori   | Stefano Romagnoli |